# とったり
とったりは、相撲の日本相撲協会制定決まり手八十二手、捻り手の一つである。相手の腕を両手で抱え、体を開いて相手をねじり倒す技。腕捻りとは体を開く方向が逆となる。しかしながら旧別名に腕捻（かいなひねり）がある。

## 概要
相手の左手首を左手で取り、相手の左肘を右手で左側に押して体を左に開いて相手をねじり倒す。
抱えられた腕の肘関節（場合によっては肩関節も）を極めた状態で、やや下方向に向けてかけるのが最も効果的であるが、その場合は危険な技となる。千代大海が晩年の白鵬戦でとったりをかけられて右肘を故障し、その後めっきり衰えて引退を早めた例もある。その他にも、立ち合いで変化気味に立った場合に、即座にとったりを狙ってバランスを崩したり、有利な体制に持ち込むために使われることもある。この場合は、完全に極りきっていない状況になることがほとんどである。
対応策の一つとして、抱えられた腕を相手に突き付けるなどして、逆とったりを仕掛ける方法がある。また、極りきっていないとったりであれば比較的容易に腕を抜く動きをしたり、前述のような逆とったりの要領で脱出することも可能であるが、完全に極っている場合は怪我を負うリスクも極めて高くなる。
旭國が大関に昇進する以前、この技を得意としたびたび見せたことから、旭國の代名詞的な決まり手ともなっていた。また、1991年5月場所3日目には、小さな大横綱と言われた千代の富士が当時小結の貴闘力にこの技で敗れ、その後引退を表明したため、これが千代の富士にとって現役最後の相撲となった。
2008年5月場所の12日目に、前頭3枚目雅山が同筆頭把瑠都に決めたときには、解説者が「勝ちをとったり」と洒落ていた。
2017年7月場所では、前頭の宇良がこの技で日馬富士を破っている。宇良にとっては、これが初めての金星であり、インタビューでは、あまりの嬉しさに号泣し、「明日も頑張ります」とコメントした。
漫画『ああ播磨灘』では結果的に一本背負いをとったりのように関節技として活用した形となった様子が描かれた。
1884年の書籍『今古実録 相撲大全』や1918年の書籍『最近相撲図解』ではとったりは「腕捻」と呼ばれているが、日本相撲協会制定決まり手八十二手の腕捻りとは異なる技である。
1916年の書籍『実地活用相撲必勝術』では網打ちのことを「トッタリ」と呼んでいる。